# Greitspitze
Greitspitze är en bergstopp i Schweiz.   Den ligger i regionen Engiadina Bassa/Val Müstair och kantonen Graubünden, i den östra delen av landet, 220 km öster om huvudstaden Bern. Toppen på Greitspitze är 2 870 meter över havet, eller 140 meter över den omgivande terrängen. Bredden vid basen är 1,9 km.
Terrängen runt Greitspitze är varierad. Runt Greitspitze är det glesbefolkat, med 13 invånare per kvadratkilometer.. Närmaste större samhälle är Scuol, 19,4 km söder om Greitspitze. 
Trakten runt Greitspitze består i huvudsak av gräsmarker.